# 男意ッ気
『男意ッ気』（おとこイッキ）は、シブがき隊の楽曲で、13枚目のシングル。1985年1月11日に発売。

## 収録曲
1. 男意ッ気
作詞：森雪之丞
作曲：岡本朗
編曲：大谷和夫
2. ラストコールは押忍!
作詞：売野雅勇
作曲・編曲：後藤次利